# Rezolucja Rady Bezpieczeństwa ONZ nr 399
Rezolucja Rady Bezpieczeństwa ONZ nr 399 została przyjęta jednomyślnie 1 grudnia 1976 r.
Po przeanalizowaniu wniosku Samoa Zachodniego (dzisiajsze Samoa) o członkostwo w Organizacji Narodów Zjednoczonych, Rada zaleciła Zgromadzeniu Ogólnemu przyjęcie tego państwa do swojego grona.

## Źródło
- UNSCR - Resolution 399